# Pomonięta (przystanek kolejowy)
Pomonięta (ukr. Помонято, ros. Помонято) – przystanek kolejowy w pobliżu miejscowości Pomonięta, w rejonie iwanofrankiwskim, w obwodzie iwanofrankiwskim, na Ukrainie. Położony jest na linii Tarnopol – Stryj.
Przed II wojną światową stacja kolejowa. Nosiła wówczas nazwę Pomonięta-Psary. W późniejszym okresie dodatkowe tory zostały zdemontowane, a stacja zdegradowana do roli przystanku